# Assedio di Lilla (1792)
L'assedio di Lilla del 1792 si è tenuto dal 29 settembre all'8 ottobre 1792, durante le guerre rivoluzionarie francesi.

## Storia
Dopo il 20 aprile la Francia rivoluzionaria dichiarò guerra ai Paesi Bassi austriaci, comandato da Alberto di Sassonia-Teschen. Il 20 settembre 1792 i prussiani furono fermati alla battaglia di Valmy. Il 29 settembre 1792 il duca di Sassonia-Teschen dichiarò che egli era disposto a risparmiare la città se si fosse consegnata. André Bonte, sindaco di Lilla, rispose che la sua gente aveva rinnovato la fedeltà alla Francia e che non si sarebbe arresa. Gli austriaci iniziarono un violento bombardamento che distrusse case nel centro storico, dove ora c'è la chiesa di Saint-Etienne.
Per la scarsità di munizioni e sotto la pressione delle armate rivoluzionarie, gli austriaci conclusero l'assedio l'8 ottobre. Più di duemila case furono distrutte o colpite, e il quartiere Saint-Sauveur venne devastato da un incendio. L'8 ottobre 1792 la Convenzione Nazionale decretò che in quell'occasione "Lilla e dei suoi abitanti hanno ben meritato la patria".